# Macbeth (film, 2021)
Pour les articles homonymes, voir Macbeth.
Pour plus de détails, voir Fiche technique et Distribution.
Macbeth (The Tragedy of Macbeth) est un drame américain écrit et réalisé par Joel Coen, sorti en 2021.
Il s'agit d'une adaptation de la tragédie Macbeth de William Shakespeare et du premier film du réalisateur auquel son frère, Ethan Coen, ne participe pas.
Il est présenté en avant-première au festival du film de New York puis connait une sortie limitée avant de faire une sortie mondiale sur Apple TV+ en janvier 2022.

## Synopsis
L'action se déroule en Écosse au XIe siècle. Macbeth, alors chef des armées, remporte la guerre qui ravage le pays. Après que trois sorcières lui ont prédit qu’il deviendra roi, Macbeth et son épouse élaborent un plan machiavélique pour s'emparer du trône. Cette quête les amènera à la folie.

## Fiche technique
Sauf indication contraire, les informations mentionnées dans cette section peuvent être confirmées par la base de données cinématographiques IMDb,  présente dans la section « Liens externes ».
- Titre original : The Tragedy of Macbeth
- Titre francophone : Macbeth
- Réalisation : Joel Coen
- Scénario : Joel Coen, d'après la tragédie Macbeth de William Shakespeare
- Musique : Carter Burwell
- Direction artistique : Jason T. Clark
- Décors : Nancy Haigh
- Costumes : Mary Zophres
- Photographie : Bruno Delbonnel
- Montage : Joel Coen
- Production : Joel Coen, Robert Graf et Frances McDormand
- Sociétés de production : Mike Zoss Productions et IAC Films
- Sociétés de distribution : A24 (États-Unis), Apple TV+ (Monde)[2]
- Pays de production :  États-Unis
- Langue originale : anglais
- Format : noir et blanc — 1,19:1[3],[4]
- Genre : drame, thriller
- Durée : 105 minutes
- Dates de sortie[5] :
  - États-Unis : 24 septembre 2021 (avant-première au festival du film de New York) ; 25 décembre 2021 (sortie limitée en salles)
  - France : 12 janvier 2022 (projections spéciales à Paris)[6]
  - Monde : 14 janvier 2022 sur Apple TV+
- Classification[7] :
  - États-Unis : R
  - France : - 12

## Distribution
- Denzel Washington (VF : Emmanuel Jacomy) : Macbeth (inspiré de Macbeth, roi d'Écosse)
- Frances McDormand (VF : Danièle Douet) : Lady Macbeth
- Brendan Gleeson (VF : Philippe Vincent) : le roi Duncan (inspiré de Duncan Ier)
- Corey Hawkins (VF : Diouc Koma) : Macduff
- Moses Ingram (VF : Corinne Wellong) : Lady Macduff
- Harry Melling (VF : Sébastien Baulain) : Malcolm (inspiré de Malcolm III)
- Ralph Ineson (VF : Michel Vigné) : le capitaine
- Brian Thompson (VF : Jean-Bernard Guillard) : le jeune meurtrier
- Sean Patrick Thomas (VF : Jean-Baptiste Anoumon) : Monteith
- Lucas Barker (VF : Sacha Deshoulières) : Fleance
- Kathryn Hunter (VF : Colette Venhard) : les trois sorcières / le vieil homme
- Alex Hassell (VF : Yann Guillemot) : Ross
- Bertie Carvel (VF : Michel Lerousseau) : Banquo

## Production

### Genèse et développement
En mars 2019, il est révélé que Joel Coen va développer un projet solo, sans son frère Ethan. Il est ainsi annoncé comme réalisateur et scénariste d'une nouvelle adaptation de la pièce de théâtre Macbeth de William Shakespeare, publiée pour la première fois en 1623. Denzel Washington et Frances McDormand (épouse de Joel Coen) sont annoncés dans les rôles principaux. Le film est alors produit par Scott Rudin — qui quittera finalement le projet — alors que la distribution sur le sol américain sera assurée par A24.
En avril 2020, Frances McDormand déclare notamment « Je pense que l’un des choses très importante à propos de l’adaptation de Joel est que nous ne l’appelons pas Macbeth, mais The Tragedy of Macbeth, une distinction importante. Dans cette adaptation, nous explorons l’âge des personnages, les Macbeth sont plus vieux. Denzel et moi sommes plus âgés que les Macbeth, comme c’est souvent le cas. Nous sommes post-ménopausés, nous avons dépassé l’âge de la procréation. La pression autour de leur ambition d’avoir la couronne est plus importante, (…) c’est leur dernière chance de gloire ». Joel Coen précise que son film lorgne plus vers le thriller que certaines précédentes adaptations. Il ajoute cependant avoir « préservé environ 85% de la langue de la pièce dans les dialogues ».
En août 2021, Carter Burwell, compositeur fétiche des frères Coen, explique l'absence d'Ethan Coen sur ce projet : « (Il) n'avait tout simplement plus envie de faire de films. Ethan semble être très heureux de faire ce qu'il fait, et je ne suis pas sûr de ce que Joel fera après [Macbeth] [...] Nous sommes tous à un âge où nous pourrions prendre notre retraite, mais je ne pense pas que ce soit exactement ce qui va se passer. C'est un métier merveilleusement imprévisible. »

### Attribution des rôles
En novembre 2019, Brendan Gleeson et Corey Hawkins sont annoncés. Leur présence est confirmée en janvier 2020, tout comme celle de Moses Ingram, Harry Melling et Ralph Ineson,.
En avril 2020, Joel Coen annonce que le titre du film sera The Tragedy of Macbeth.

### Tournage
Le tournage débute à Los Angeles le 7 février 2020,,. Pour donner au film un style particulier, toutes les scènes sont tournées sur des plateaux de studios. Les Warner Bros. Studios de Burbank sont notamment utilisés.
Le 26 mars 2020, le tournage est stoppé en raison de la pandémie de Covid-19. Le tournage reprend finalement le 23 juillet 2020 et s'achève peu de temps après, le 31 juillet 2020.

### Musique
La musique du film est composée par Carter Burwell, collaborateur très fréquent des frères Coen.

## Accueil

### Sortie
Le film est présenté en avant-première au festival du film de New York le 24 septembre 2021. Aux États-Unis, A24 distribue le film dans quelques salles avant un lancement plus large sur Apple TV+,.
Six séances exceptionnelles auront lieu en France, à Paris, juste avant la diffusion sur Apple TV+.

## Distinctions

### Nominations
- Golden Globes 2022 : Meilleur acteur dans un film dramatique pour Denzel Washington
- Oscars 2022 : 
  - Meilleur acteur pour Denzel Washington
  - Meilleurs décors et direction artistique
  - Meilleure photographie